# Ioan Totu

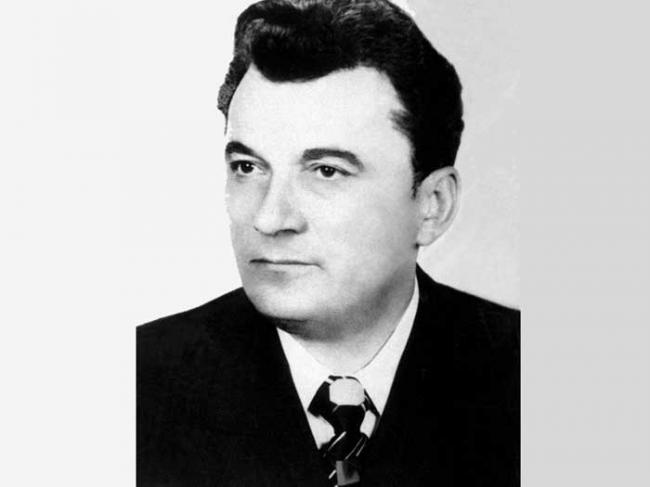
Ioan Totu

Ioan Totu (* 14. Mai 1931 in Otetelișu, Bălcești, Kreis Vâlcea; † 21. April 1992 in Bukarest) war ein rumänischer Politiker der Rumänischen Kommunistischen Partei PMR (Partidul Muncitoresc Român) und ab 1965 PCR (Partidul Comunist Român), der unter anderem zwischen 1979 und 1989 Mitglied des Zentralkomitees (ZK) der PCR sowie on 1983 bis 1989 erst Kandidat sowie zuletzt 1989 kurzzeitig Mitglied des Politischen Exekutivkomitees des ZK der PCR war. Er war ferner von 1982 bis 1986 Vize-Ministerpräsident sowie zwischen 1986 und 1989 Außenminister Rumäniens und in dieser Funktion auch Mitglied des Verteidigungsrates der Sozialistischen Republik Rumänien.

## Leben

### Studium, Dozent und Parteifunktionär
Totu, der 1948 Mitglied der Union der Schülervereinigungen UAER (Uniunea Asociațiilor Elevilor din România) wurde, besuchte von 1949 bis 1950 das Handelsgymnasium in Craiova und begann danach ein Studium an der Fakultät für Finanz- und Kreditwirtschaft der Akademie für Wirtschaftsstudien Bukarest, das er 1953 mit einem Doktorat abschloss. Während des Studiums engagierte er sich in der kommunistischen Union der Arbeiterjugend UTM (Uniunea Tineretului Muncitor). Nachdem er zwischen 1953 und 1954 Assistent am Institut für Agrarwissenschaften „Nicolae Bălcescu“ war, absolvierte er einen Lehrgang beim ZK der Rumänischen Kommunistischen Partei PMR (Partidul Muncitoresc Român) und war danach Lektor am Lehrstuhl für Politikwissenschaften sowie Sekretär des UTM-Komitees am Institut für Bergbau. Des Weiteren war er Propagandist des Parteikomitees im Bukarester Sektor 1 und wurde 1955 als Mitglied in die PMR aufgenommen. 1957 wechselte er als Lektor an die Universität Bukarest und war daneben Präsident des Rates der Studentenvereinigungen der Universität sowie Mitglied des Büros der Bukarester Studentenvereinigungen.
Nachdem Totu 1958 einen Lehrgang für Didaktik an der Parteihochschule „Ștefan Gheorghiu“ absolviert hatte, wurde er Inspektor der Abteilung Lehre der Sozialwissenschaften des Unterrichtsministeriums und später 1962 Instrukteur der ZK-Abteilung für Bildung, ehe er 1967 Leiter der Sektion Hochschulbildung des ZK der PCR. Danach war er zwischen 1969 und April 1971 Leiter der Sektion Hochschulbildung der Bildungsabteilung des Ministerrates und erwarb in dieser Zeit 1970 auch ein Doktorat an der „Ștefan Gheorghiu“-Akademie für Sozial- und Politikwissenschaften. Er war im Anschluss von April bis zum 1. November 1971 Instrukteur der Sektion für Dozenten der ZK-Abteilung für Propaganda sowie daraufhin zwischen dem 1. November 1971 und dem 9. Juni 1976 Leiter der Sektion Sozialwissenschaften und Politische Massenarbeit in Schulen und Universitäten der ZK-Abteilung für Bildung. Im Anschluss übernahm er am 9. Juni 1976 den Posten als Generaldirektor des Zentralinstituts für Wirtschaftsforschung und im Dezember 1977 als Sekretär des Obersten Rates für wirtschaftliche und soziale Entwicklung. Daneben war er auch als Lektor im ZK der PCR, als Mitglied des Büros der ZK-Kommission für Fragen der wirtschaftlichen Zusammenarbeit und internationale Beziehungen der Partei und des Staates sowie ab dem 3. März 1978 als Mitglied des Exekutivbüros und Mitglied der Zentralen Partei- und Staatskommission für die Neugliederung von Kreisen, Städten und Dörfern. Des Weiteren war er Mitglied des Nationalrates für Wissenschaft und Technologie, des Senats der Universität Bukarest sowie des Senats der Akademie für Wirtschaftsstudien Bukarest.
Totu wurde am 29. August 1978 Mitglied des Nationalrates sowie des Exekutivbüros der Staatlichen Hörfunk- und Fernsehgesellschaft (Radio-Televiziunea Română) und am 1. September 1979 Mitglied der Partei- und Staatskommission für Fragen der Typisierung und Standardisierung der Wirtschaft. Auf dem Zwölften Parteitag der PCR (19. bis 23. November 1979) wurde er Mitglied des Zentralkomitees (ZK) der PCR und gehörte diesem bis zum Sturz von Nicolae Ceaușescu im Zuge der rumänischen Revolution am 22. Dezember 1989 an. Am 22. Mai 1980 wurde er zudem Mitglied des Obersten Rates für Bildung und Unterricht.

### Abgeordneter, Vize-Ministerpräsident und Außenminister

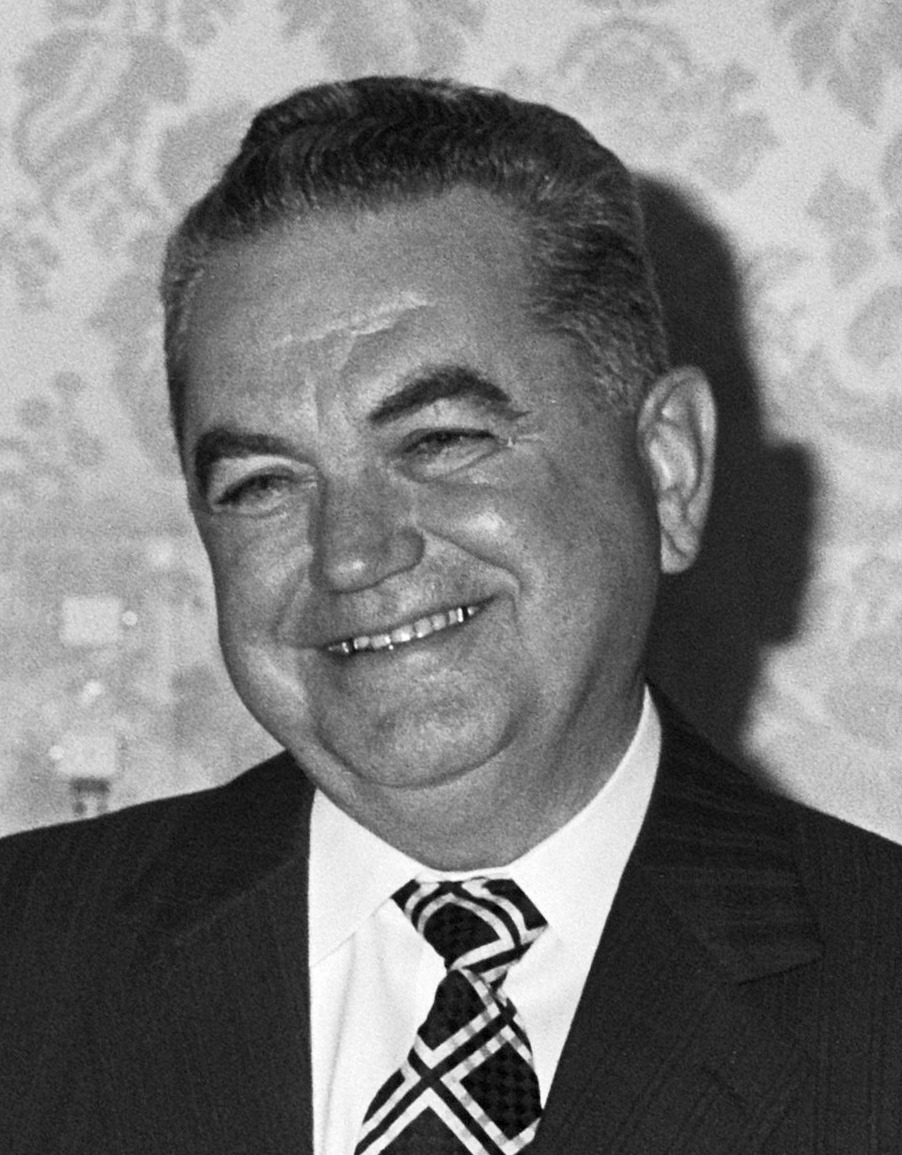
In den Regierungen von Ministerpräsidenten Constantin Dăscălescu war Ioan Totu von 1982 bis 1986 erst Vize-Ministerpräsident sowie danach zwischen 1986 und 1989 Außenminister Rumäniens

1980 wurde Totu erstmals Mitglied der Großen Nationalversammlung (Marea Adunare Națională) und vertrat dort zunächst den Wahlkreis Dragalina Nr. 5 sowie zwischen 1985 und 1989 den Wahlkreis Dumbrăveni Nr. 6. Während seiner Parlamentszugehörigkeit fungierte er vom 1. April 1980 bis zum 20. Dezember 1983 als Sekretär des Ausschusses für Industrie sowie Wirtschafts- und Finanzaktivitäten und wurde am 1. April 1980 auch Mitglied der Gruppe Rumäniens in der Interparlamentarischen Union (IPU).
Totu war zwischen dem 3. November 1982 und dem 26. August 1986 Vize-Ministerpräsident (Viceprim-ministru al Guvernului) und damit einer der Vertreter des damaligen Ministerpräsidenten Constantin Dăscălescu. Des Weiteren war zwischen dem 17. Januar 1983 und dem 5. Februar 1987 Präsident der Regierungskommission für wirtschaftliche und technische Zusammenarbeit, Ständiger Vertreter Rumäniens beim Rat für gegenseitige Wirtschaftshilfe (RGW) sowie Präsident der Regierungskommission für das Rationalisierungssystem in den sozialistischen Einheiten. Am 25. März 1983 wurde er zudem des Politischen Exekutivkomitees des ZK der PCR sowie am 31. Dezember 1984 Präsident des Zentralrates für Typisierung, Standardisierung, Normierung und Qualität.
Am 26. August 1986 löste Totu Ilie Văduva als Außenminister Rumäniens (Ministrul Afacerilor Externe) ab und bekleidete dieses Ministeramt bis zu seiner Ablösung durch Ion Stoian am 4. November 1989. In dieser Funktion war er auch Mitglied des Verteidigungsrates der Sozialistischen Republik Rumänien. Daraufhin war er vom 4. November bis zum 22. Dezember 1989 Präsident der Staatlichen Kommission für Planung und technisch-materielle Versorgung sowie Vizepräsident des Obersten Rates für wirtschaftliche und soziale Entwicklung. Auf dem Vierzehnten Parteitag der PCR (20. bis 24. November 1989) wurde er schließlich Mitglied des Politischen Exekutivkomitees des ZK der PCR, dem er ebenfalls bis zum 22. Dezember 1989 angehörte. 
Totu gehörte zu einer Gruppe von 21 ehemaligen kommunistischen Spitzenfunktionären, die wegen konterrevolutionäre Maßnahmen gegen die rumänischen Revolution angeklagt waren, die Nicolae Ceaușescu im Zuge der im Dezember 1989 stürzte. Er wurde am 20. April 1992 zu 16 Jahren Gefängnis verurteilt und beging am darauf folgenden 21. April 1992 Selbstmord durch Erhängen.

### Ehrungen und Auszeichnungen
Für seine langjährigen Verdienste wurde Totu mehrfach ausgezeichnet und erhielt unter anderem am 30. April 1966 den Orden der Arbeit Dritter Klasse (Ordinul Muncii) sowie am 22. August 1984 die Medalia A 40-a aniversare a revoluției de eliberare socialã şi naþionalã, antifascistã şi antiimperialistã.